# Dynasty (Kaskade)
Dynasty è il settimo album musicale del DJ statunitense Kaskade.

## Tracce
1. Start Again (feat. Becky Jean Williams)) – 4:15
2. Don't Stop Dancing (feat. EDX & Haley)) – 4:36
3. Dynasty (feat. Haleithy)) – 3:16
4. Say It's Over (feat. Mindy Gledhill)) – 4:05
5. Fire In Your New Shoes (feat. Martina Sorbara dei Dragonette)) – 2:39
6. Human Reactor (feat. Polina)) – 4:10
7. Only You (feat. Tiësto & Haley)) – 4:50
8. Call Out (feat. Mindy Gledhill)) – 4:02
9. To the Skies (feat. Polina)) – 4:08
10. Don't Wait (feat. Haley)) – 3:40
11. Empty Streets (feat. Becky Jean Williams)) – 4:06
12. All That You Give (feat. Mindy Gledhill)) – 4:32
13. Only You (Kaskade Remix iTunes Bonus Track) – 6:42